# Rezerwat Góra Radunia (spis flory)
Na terenie Rezerwatu Góra Radunia stwierdzono 10 gatunków paprotników (2 gatunki skrzypów i 8 gatunków paproci), 183 gatunki nasiennych (5 gatunków szpilkowych, 134 gatunki dwuliściennych i 44 gatunki jednoliściennych).

## paprotnikiPteridophyta

### skrzypySphenopsida

#### skrzypowceEquisetales
skrzypowate Equisetaceae
- skrzyp leśny Equisetum sylvaticum
- skrzyp łąkowy Equisetum pratense

### paprocieFilicopsida

#### paprotnikowceFilicales
orlicowate Hypolepidaceae
- orlica pospolita Pteridium aquilinum

zanokcicowate Aspleniaceae
- zanokcica północna Asplenium septentrionale
- zanokcica skalna Asplenium trichomanes
- zanokcica klinowata Asplenium cuneifolium

paprotnikowate Aspidiaceae
- nerecznica samcza Dryopteris filix-mas
- nerecznica krótkoostna Dryopteris carthusiana
- nerecznica szerokolistna Dryopteris dilatata

paprotkowate Polypodiaceae
- paprotka zwyczajna Polypodium vulgare

## nasienneSpermatophyta

### szpilkowePinopsida

#### szpilkowcePinales
sosnowate Pinaceae
- jodła pospolita Abies alba
- daglezja zielona Pseudotsuga menziesii
- świerk pospolity Picea abies
- modrzew europejski Larix decidua
- Sosna zwyczajna Pinus sylvestris

### dwuliścienneDicotyledones

#### wierzbowceSalicales
wierzbowate Salicaceae
- wierzba iwa Salix caprea
- topola osika Populus tremula

#### bukowceFagales
brzozowate Betulaceae
- brzoza omszona Betula pubescens
- brzoza brodawkowata Betula pendula

leszczynowate Corylaceae
- leszczyna pospolita Corylus avellana

bukowate Fagaceae
- buk zwyczajny Fagus sylvatica
- dąb szypułkowy Quercus robur
- dąb bezszypułkowy Quercus petraea

#### pokrzywowceUrticales
pokrzywowate Urticaceae
- pokrzywa zwyczajna Urtica dioica

#### sandałowceSantalales
sandałowcowate Santalaceae
- leniec alpejski Thesium alpinum

#### rdestowcePolygonales
rdestowate Polygonaceae
- rdest ptasi Polygonum aviculare
- rdest plamisty Polygonum persicaria
- rdestówka zaroślowa Fallopia dumetorum
- szczaw zwyczajny Rumex acetosa
- szczaw tępolistny Rumex obtusifolius

#### śródłożneCaryophyllales
goździkowate Caryophyllaceae
- piaskowiec macierzankowy Arenaria serpyllifolia
- możylinek trójnerwowy Moehringia trinervia
- gwiazdnica pospolita Stellaria media
- rogownica polna Cerastium arvense
- rogownica pospolita Cerastium holosteoides
- karmnik rozesłany Sagina procumbens
- sporek polny Spergula arvensis
- muchotrzew polny Spergularia rubra
- firletka lepka Lychnis viscaria
- lepnica czerwona Silene dioica
- lepnica rozdęta Silene vulgaris
- lepnica zwisła Silene nutans
- goździk kartuzek Dianthus carthusianorum

#### jaskrowceRanunculales
jaskrowate Ranunculaceae
- zawilec gajowy Anemone nemorosa
- przylaszczka pospolita Hepatica nobilis
- rutewka orlikolistna Thalictrum aquilegiformis

#### kaparowceCapparales
krzyżowe Brassicaceae
- tasznik pospolity Capsella bursa-pastoris
- tobołki polne Thlaspi arvense

#### różowceRosales
gruboszowate Crassulaceae
- rozchodnik wielki Sedum maximum
- rozchodnik ostry Sedum acre

skalnicowate Saxifragaceae
- skalnica ziarenkowata Saxifraga granulata

różowate Rosaceae
- wiązówka bulwkowata Filipendula vulgaris
- malina właściwa Rubus idaeus
- jeżyna fałdowana Rubus plicatus
- róża dzika Rosa canina
- pięciornik biały Potentilla alba
- pięciornik kurze-ziele Potentilla erecta
- pięciornik siedmiolistkowy Potentilla heptaphylla
- poziomka pospolita Fragaria vesca
- grusza domowa Pyrus communis
- jarząb zwyczajny Sorbus aucuparia
- czeremcha amerykańska Prunus serotina

motylkowate Fabaceae
- janowiec barwierski Genista tinctoria
- wyka płotowa Vicia sepium
- wyka leśna Vicia sylvatica
- wyka kaszubska Vicia cassubica
- groszek wiosenny Lathyrus vernus
- groszek czerniejący Lathyrus niger
- groszek leśny Lathyrus sylvestris
- koniczyna złocistożółta Trifolium aureum
- koniczyna biała Trifolium repens
- koniczyna dwukłosowa Trifolium alpestre
- koniczyna polna Trifolium arvense
- komonica zwyczajna Lotus corniculatus
- cieciorka pstra Coronilla varia

#### bodziszkowceGeraniales
szczawikowate Oxalidaceae
- szczawik zajęczy Oxalis acetosella

bodziszkowate Geraniaceae
- bodziszek krwisty Geranium sanguineum
- bodziszek cuchnący Geranium robertianum

wilczomleczowate Euphorbiaceae
- szczyr trwały Mercurialis perennis
- wilczomlecz sosnka Euphorbia cyparissias

#### rutowceRutales
krzyżownicowate Polygalaceae
- krzyżownica zwyczajna Polygala vulgaris

#### szakłakowceRhamnales
szakłakowate Rhamnaceae
- kruszyna pospolita Frangula alnus

#### ślazowceMalvales
lipowe Tilioideae
- lipa szerokolistna Tilia platyphyllos

#### wawrzynkowceThymelaeaceae
wawrzynkowate Thymelaeaceae
- wawrzynek wilczełyko Daphne mezereum

#### herbatowceTheales
dziurawcowate Clusiaceae
- dziurawiec zwyczajny Hypericum perforatum
- dziurawiec czteroboczny Hypericum maculatum
- dziurawiec skąpolistny Hypericum montanum

#### fiołkowceViolales
fiołkowate Violaceae
- fiołek polny Viola arvensis
- fiołek Rivina Viola riviniana

#### mirtowceMyrtales
wiesiołkowate Onagraceae
- wierzbownica kiprzyca Epilobium angustifolium
- wierzbownica górska Epilobium montanum

#### baldachokwiatowceApiales
baldaszkowate Apiaceae
- biedrzeniec mniejszy Pimpinella saxifraga
- okrzyn szerokolistny Laserpitium latifolium
- kłobuczka pospolita Torilis japonica

#### wrzosowceEricales
gruszyczkowate Pyrolaceae
- korzeniówka pospolita Monotropa hypopitys

wrzosowate Ericaceae
- wrzos zwyczajny Calluna vulgaris
- borówka czarna Vaccinium myrtillus

#### pierwiosnkowcePrimulales
pierwiosnkowate Primulaceae
- pierwiosnek wyniosły Primula elatior
- tojeść rozesłana Lysimachia nummularia
- siódmaczek leśny Trientalis europaea

#### goryczkowceGentianales
trojeściowate Asclepiadaceae
- ciemiężyk drobnokwiatowy Vincetoxicum hirundinaria

marzanowate Rubiaceae
- marzanka barwierska Asperula tinctoria
- przytulia czepna Galium aparine
- przytulia północna Galium boreale
- przytulia okrągłolistna Galium rotundifolium
- przytulia wonna Galium odoratum
- przytulia właściwa Galium verum
- przytulia drobna Galium pumilum

#### ogórecznikowceBoraginales
szorstkolistne Boraginaceae
- niezapominajka różnobarwna Myosotis discolor

#### jasnotowceLamiales
wargowe Lamiaceae
- dąbrówka kosmata Ajuga genevensis
- miodownik melisowaty Melittis melisophyllum
- poziewnik miękkowłosy Galeopsis pubescens
- głowienka pospolita Prunella vulgaris
- macierzanka zwyczajna Thymus pulegioides

trędownikowate Scrophulariaceae
- dziewanna pospolita Verbascum nigrum
- trędownik bulwiasty Scrophularia nodosa
- lnica pospolita Linaria vulgaris
- naparstnica zwyczajna Digitalis grandiflora
- przetacznik kłosowy Veronica spicata
- przetacznik polny Veronica arvensis
- przetacznik leśny Veronica officinalis
- przetacznik ożankowy Veronica chamaedrys
- pszeniec zwyczajny Melampyrum pratense

#### babkowcePlantaginales
babkowate Plantaginaceae
- babka średnia Plantago media
- babka większa Plantago major
- babka lancetowata Plantago lanceolata

#### szczeciowceDipsacales
przewiertniowate Caprifoliaceae
- dziki bez czarny Sambucus nigra

#### dzwonkowceCampanulales
dzwonkowate Campanulaceae
- dzwonek okrągłolistny Campanula rotundifolia
- dzwonek brzoskwiniolistny Campanula persicifolia
- zerwa kłosowa Phyteuma spicatum

złożone Asteraceae
- krwawnik pospolity Achillea millefolium
- rumianek bezpromieniowy Chamomilla suaveolens
- bylica pospolita Artemisia vulgaris
- starzec gajowy Senecio nemorensis
- starzec leśny Senecio sylvaticus
- łopian większy Arctium lappa
- ostrożeń lancetowaty Cirsium vulgare
- ostrożeń polny Cirsium arvense
- ostrożeń warzywny Cirsium oleraceum
- sierpik barwierski Serratula tinctoria
- chaber drakiewnik Centaurea scabiosa
- cykoria podróżnik Cichorium intybus
- brodawnik jesienny Leontodon autumnalis
- brodawnik zwyczajny Leontodon hispidus
- przenęt purpurowy Prenanthes purpurea
- sałatnik leśny Mycelis muralis
- mniszek lekarski Taraxacum officinale
- jastrzębiec kosmaczek Hieracium pilosella
- jastrzębiec leśny Hieracium murorum

### jednoliścienneMonocotyledones

#### liliowceLiliales
liliowate Liliaceae
- pajęcznica gałęzista Anthericum ramosum
- lilia złotogłów Lilium martagon
- czosnek skalny Allium senescens
- konwalia majowa Convallaria majalis
- konwalijka dwulistna Maianthemum bifolium
- kokoryczka okółkowa Polygonatum verticillatum
- kokoryczka wonna Polygonatum odoratum

#### sitowceJuncales
sitowate Juncaceae
- sit chudy Juncus tenuis
- sit rozpierzchły Juncus effusus
- sit dwudzielny Juncus bufonius
- kosmatka orzęsiona Luzula pilosa
- kosmatka gajowa Luzula luzuloides
- kosmatka polna Luzula campestris

#### plewowcePoales
trawy Poaceae
- kostrzewa łąkowa Festuca pratensis
- kostrzewa owcza Festuca ovina
- kostrzewa popielata Festuca glauca
- życica trwała Lolium perenne
- wiechlina spłaszczona Poa compressa
- wiechlina roczna Poa annua
- wiechlina łąkowa Poa pratensis
- wiechlina gajowa Poa nemoralis
- kupkówka pospolita Dactylis glomerata
- perłówka zwisła Melica nutans
- kłosownica pierzasta Brachypodium pinnatum
- perz psi Elymus caninus
- owsica łąkowa Avenula pratensis
- rajgras wyniosły Arrhenatherum elatius
- strzęplica sina Koeleria glauca
- śmiałek darniowy Deschampsia caespitosa
- śmiałek pogięty Deschampsia flexuosa
- tomka wonna Anthoxanthum odoratum
- mietlica psia Agrostis canina
- mietlica pospolita Agrostis capillaris
- mietlica rozłogowa Agrostis stolonifera
- trzcinnik leśny Calamagrostis arundinacea
- trzcinnik piaskowy Calamagrostis epigejos
- tymotka Boehmera Phleum phleoides

#### turzycowceCyperales
turzycowate Cyperaceae
- turzyca wiosenna Carex caryophyllea
- turzyca pigułkowa Carex pilulifera
- turzyca blada Carex pallescens

#### storczykowceOrchidales
storczykowate Orchidaceae
- kruszczyk szerokolistny Epipactis helleborine
- buławnik czerwony Cephalanthera rubra
- buławnik wielkokwiatowy Cephalanthera damasonium
- gółka długoostrogowa Gymnadenia conopsea